# Briis-sous-Forges
Briis-sous-Forges är en kommun i departementet Essonne i regionen Île-de-France i norra Frankrike. Kommunen ligger i kantonen Limours som tillhör arrondissementet Palaiseau. År 2022 hade Briis-sous-Forges 3 375 invånare.

## Befolkningsutveckling
Antalet invånare i kommunen Briis-sous-Forges
| Referens: INSEE |